# De sirenen (Jerom)
De sirenen is een  stripverhaal uit de reeks van Jerom.

## Locaties
Dit verhaal speelt zich af op de volgende locaties:
- omgeving van de Rijn, kasteel van baron Steinfelz en toren, hotel, station

## Personages
In dit verhaal spelen de volgende personages mee:
- Jerom, tante Sidonia, man, baron Steinfelz, Erika (barones, zus van de baron), personeel van het hotel, onderwijzeres, Gunther en Max en andere kamerheren, sirenen[1]

## Het verhaal
Jerom viert vakantie in de nabijheid van de Rijn en helpt een man die hout vervoert. Hij hoort over geheimzinnigheid rond baron Steinfelz die al tijden niet gezien is, er zitten 's nachts jonge sirenen aan de voet van de rots onder de toren. Jerom bezoekt het kasteel, maar wordt niet netjes behandeld en gaat terug naar zijn hotel. 's Nachts krijgt hij een steen met een briefje op zijn hoofd en hij ziet een auto wegrijden. Jerom houdt de auto tegen en ontmoet een onderwijzeres uit het dorp. Ze vraagt hulp van Jerom en vertelt dat de baron nog nooit eerder op reis is geweest en dat iedereen wordt weggestuurd door zijn zus en het personeel. Jerom beloofd te helpen en leest enkele dagen later dat er een meid wordt gevraagd op het kasteel. Jerom belt Morotari en vertelt dat tante Sidonia moet solliciteren. Jerom haalt haar af op het station en ze krijgt de baan. Al snel gaat tante Sidonia op onderzoek in het kasteel en merkt dat het zwaar bewaakt wordt.
's Nachts ziet tante Sidonia licht in de toren en ze neemt contact op met Jerom. De volgende dag vraagt tante Sidonia aan de zus van de graaf of de verhalen over sirenen waar zijn en krijgt als antwoord dat dit onzin is. Ze gaat die nacht naar de toren, maar kan het slot niet open krijgen. Ze hoort gezang en ziet sirenen onder de toren in het water. Als ze Jerom wil waarschuwen, wordt ze tegengehouden door de zus van de baron. Tante Sidonia wordt opgesloten in de kelder en Jerom wordt ongerust als hij niets van haar hoort. Jerom gaat op onderzoek uit en ziet de sirenen ook, een van hen vertelt hem dat tante Sidonia is opgesloten in de kelder van het kasteel. De kelder kan onder water gezet worden en Jerom vraag wie de sirene is, maar dan verdwijnt ze in de storm. Jerom gaat naar het kasteel en volgt Max naar de toren. Ook Gunther komt buiten, maar Jerom kan beide mannen verslaan.
Erika ziet Jerom de toren binnen gaan en ze gebruikt een microfoon om Jerom te waarschuwen dat ze de cel van tante Sidonia onder water zal zetten. Jerom gaat terug naar het kasteel en verslaat de kamerheren. Erika geeft hem een hand om hem te feliciteren met de overwinning, maar draagt een ring met slaapmiddel. Jerom wordt bij tante Sidonia opgesloten en de kelder loopt vol water, maar het lukt de twee om uit de kelder te ontsnappen. Jerom verslaat opnieuw de kamerheren en gooit Erika uit een raam. Jerom en tante Sidonia gaan naar de toren en vinden de baron, die ziek in bed ligt. Hij vertelt dat zijn zus al zijn bezittingen wilde erven en er is al maanden geen dokter geweest. Erika is met een boot gevlucht en hoort de sirenen zingen, waarna ze tegen een rots botst. De sirenen blijken vermomde vrouwen van de plaatselijke zwemclub te zijn. Ze zijn dankbaar, de baron heeft hen een zwembad geschonken, en wilden de baron vinden. Erika en haar personeel wordt ingerekend door de politie en tante Sidonia en Jerom blijven enkele dagen bij de baron.